# Peter S. Andersen
Peter S. Andersen, född den 31 januari 1871 i Sønder Arup Danmark, död den 30 maj 1948, var en dansk skådespelare.

## Filmografi (urval)
- 1948 – Nattexpress
- 1942 – Søren Søndervold
- 1935 – Det gyldne smil